# 諾布湖
諾布湖（英語：Knob Lake），是南極洲的湖泊，位於南奧克尼群島的西格尼島東北部，由英國南極名稱諮詢委員命名，現時由南極條約體系管理。